# Battaglia di Alessandropoli
La battaglia di Alessandropoli fu un conflitto tra la Prima Repubblica di Armenia e rivoluzionari turchi del Movimento Nazionale Turco che si svolse il 7 novembre 1920 ad Alessandropoli (Gyumri).

## Sfondo
La guerra turco-armena fu un conflitto combattuto tra la Repubblica di Armenia e i rivoluzionari turchi del Movimento NazionaleTurco che durò dal 24 settembre al 2 dicembre 1920 e si svolse in gran parte nell'attuale Turchia nord-orientale e nel nord-ovest dell'Armenia.

## Fase attiva
Il 24 ottobre, le forze di Karabekir lanciarono una massiccia campagna militare su Kars. Gli armeni non presero parte attiva ai ci combattimenti e abbandonarono Kars che passò entro il 30 ottobre sotto il pieno controllo turco. Alessandropoli venne occupata dalle truppe turche il 7 novembre. Le truppe turche si ritirarono dopo il Trattato di Kars.

## Risultati
Il Trattato di Alessandropoli fu un trattato di pace tra la Prima Repubblica di Armena e la Grande Assemblea Nazionale Turca che pose fine alla guerra turco-armena, prima della dichiarazione della Repubblica di Turchia il 2 dicembre 1920. L'Armenia fu costretta a rinunciare al Trattato di Sèvres e cedere oltre il 50% del territorio rivendicato alla Turchia. Il trattato doveva essere ratificato dal governo entro un mese ma ciò non avvenne a causa dell'occupazione sovietica dell'Armenia: Nel 1921 fu sostituito dal Trattato di Kars che stabilì l'odierne confine turco-armeno.